# Knema attenuata
Knema attenuata är en tvåhjärtbladig växtart som först beskrevs av Joseph Dalton Hooker och Thoms., och fick sitt nu gällande namn av Otto Warburg. Knema attenuata ingår i släktet Knema och familjen Myristicaceae. Inga underarter finns listade i Catalogue of Life.

## Bildgalleri

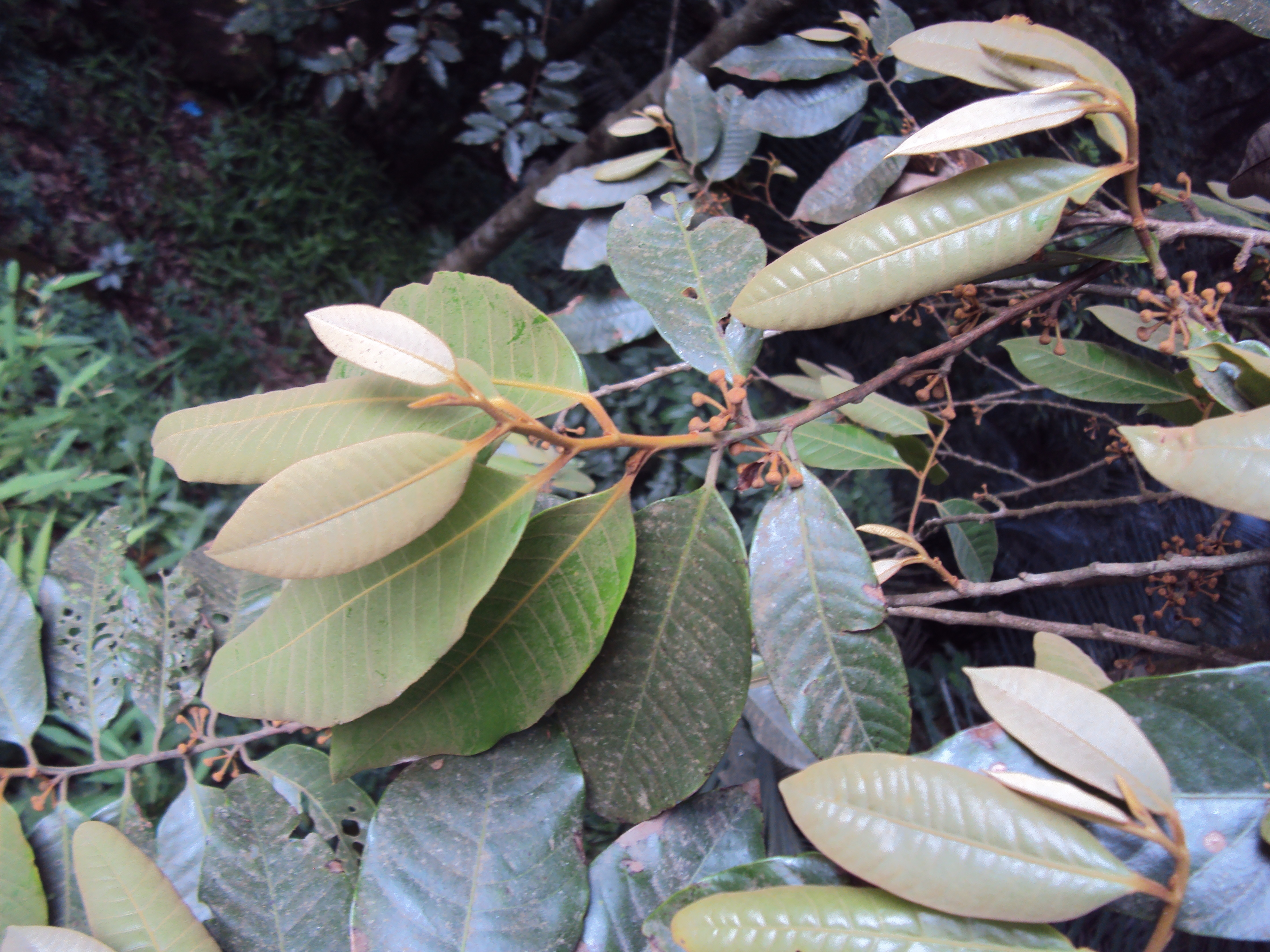
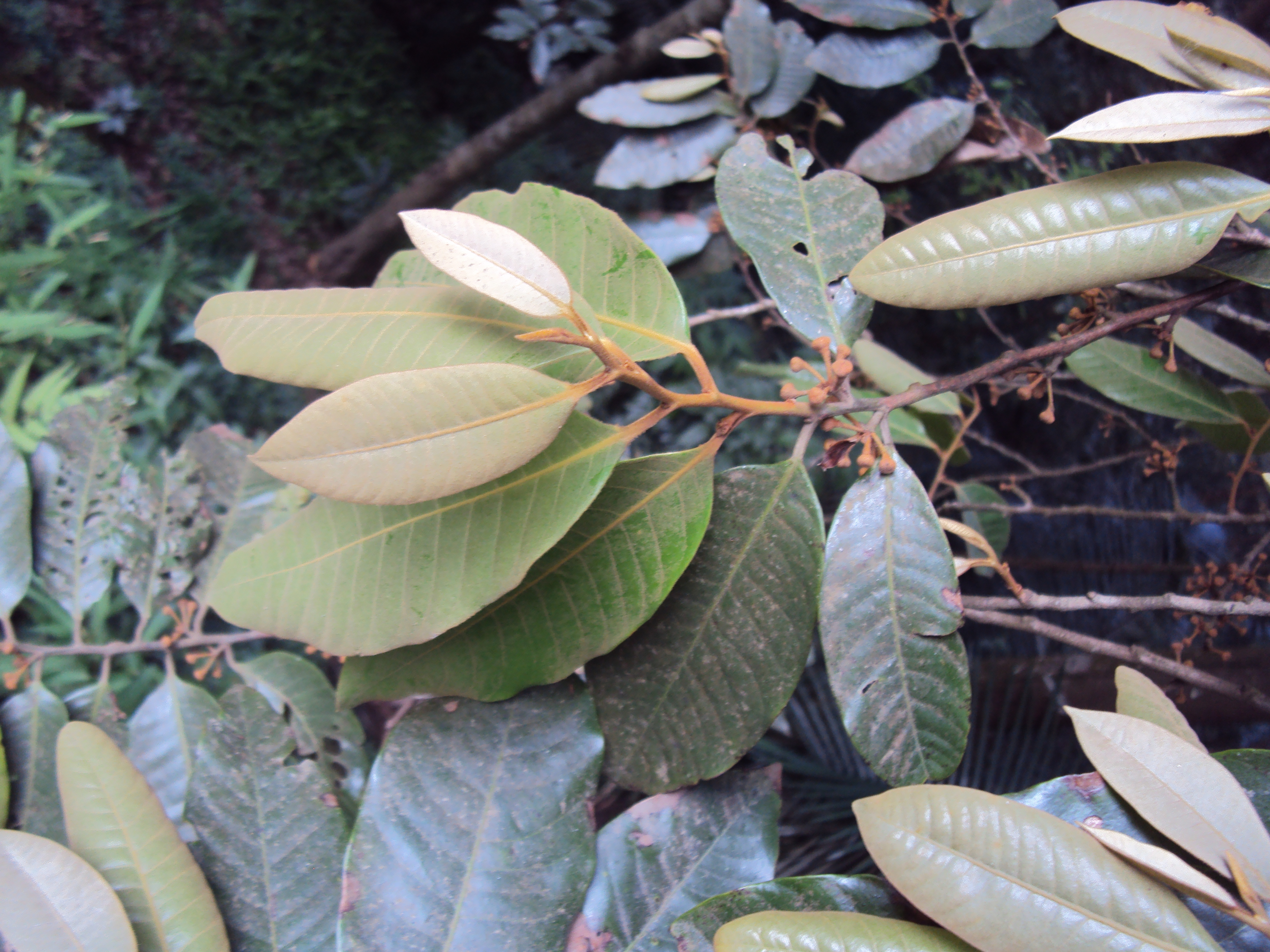
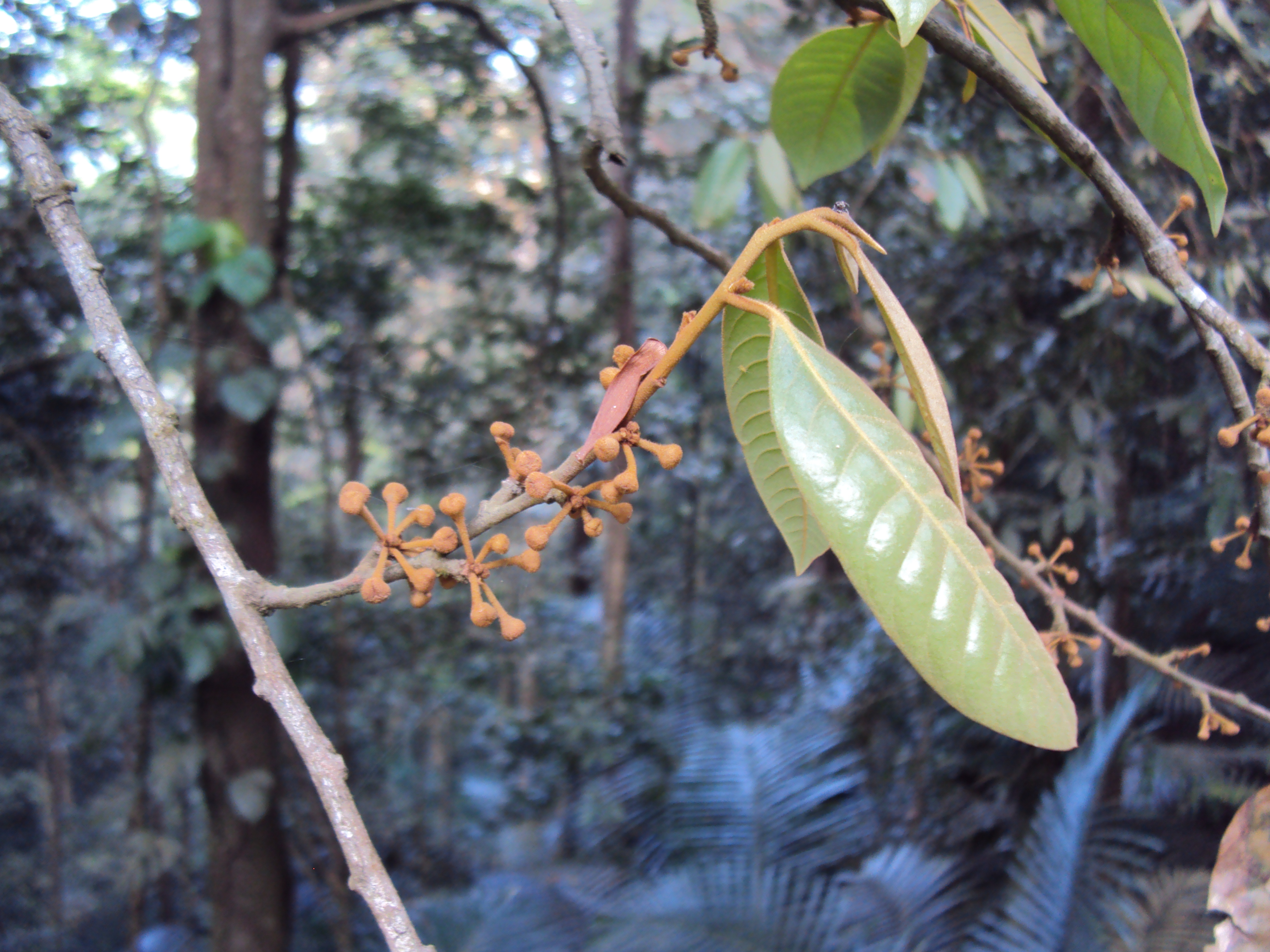
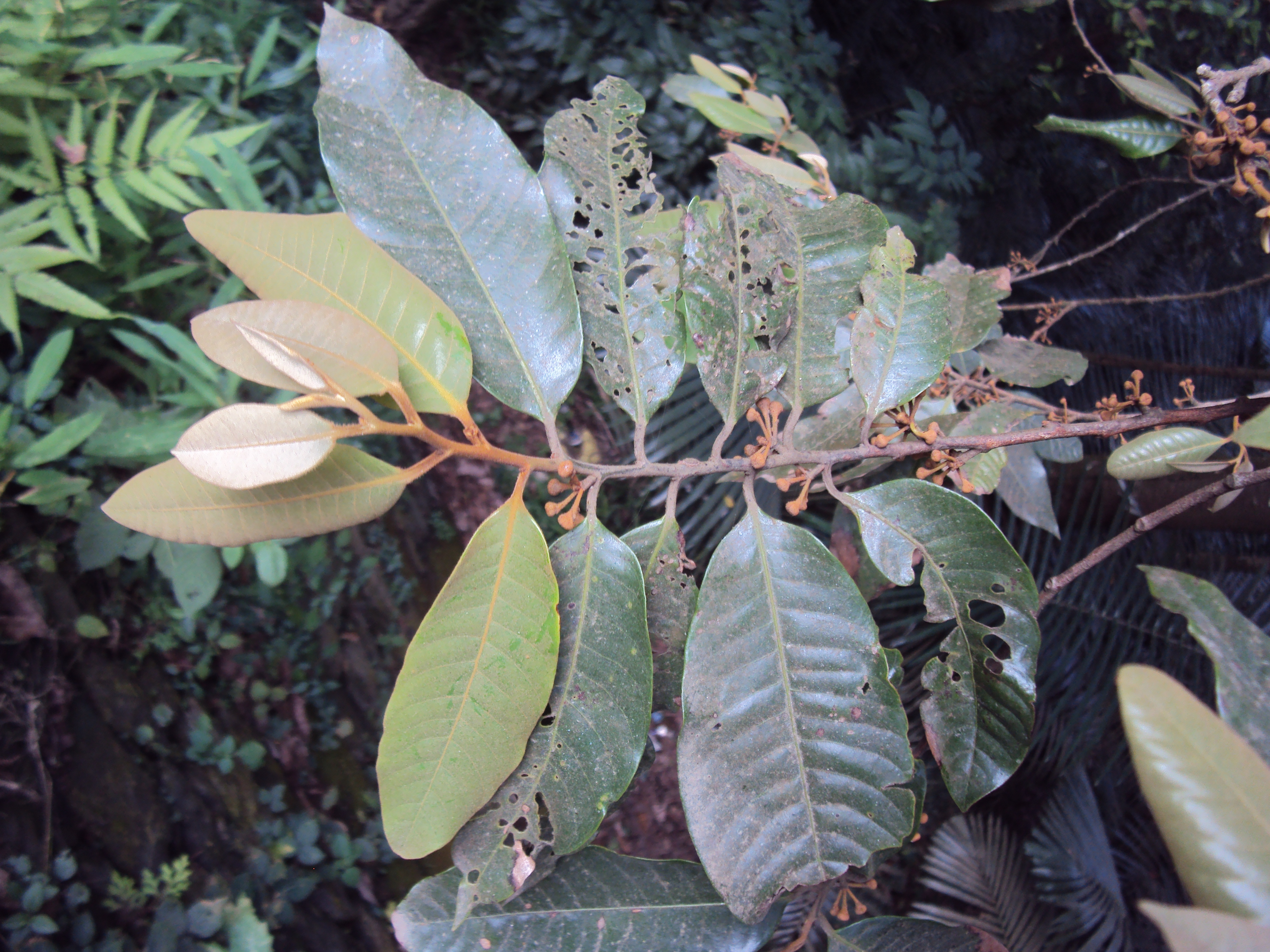
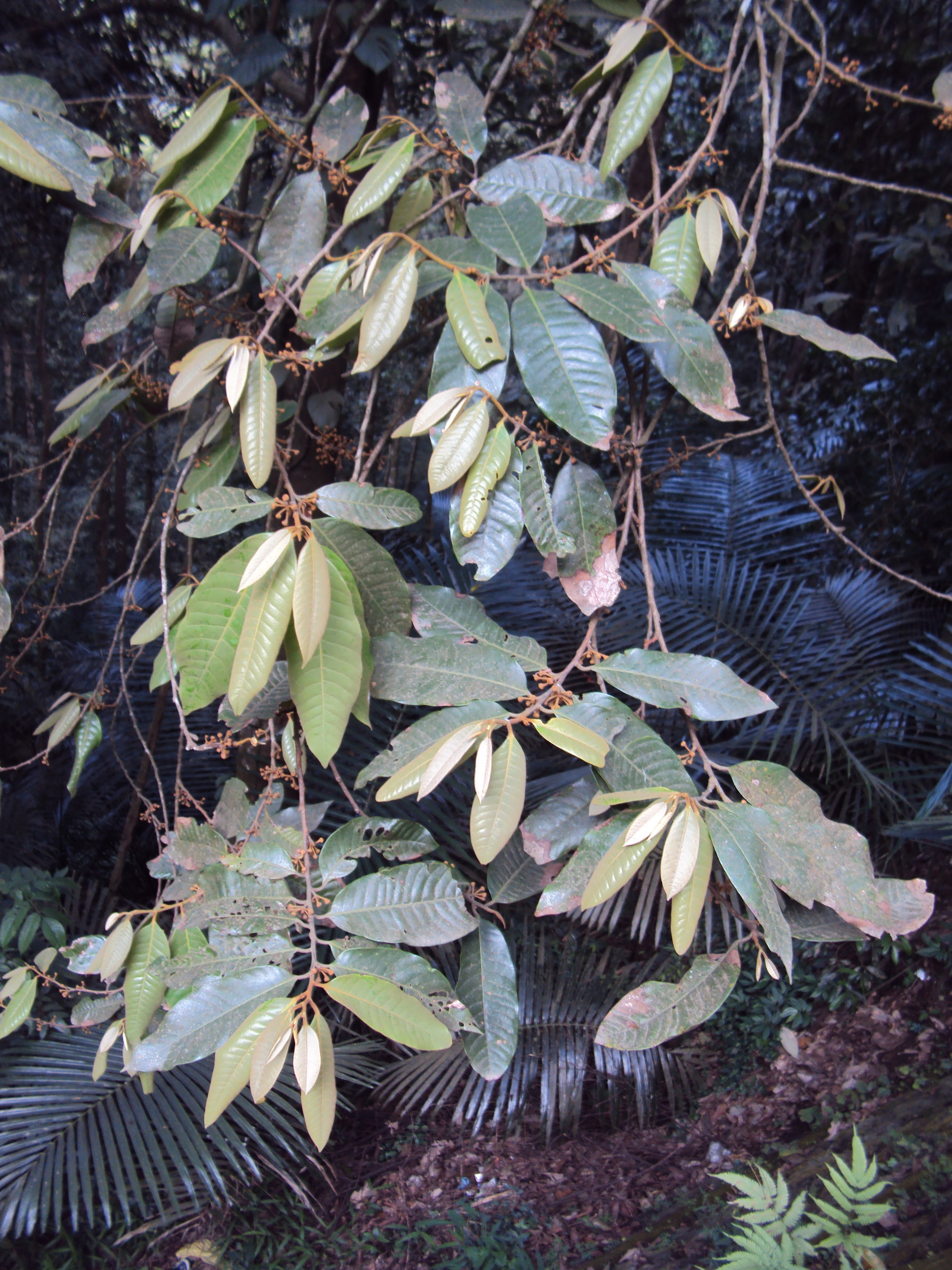